# Parysów (gmina)
Pour les articles homonymes, voir Parysów.
Parysów est une gmina (commune) rurale du powiat de Garwolin, dans la Voïvodie de Mazovie, dans le centre-est de la Pologne.
Son siège administratif  est le village de Parysów, qui se trouve à environ 9 kilomètres au nord-est de Garwolin (siège de la powiat) et 55 kilomètres au sud-est de Varsovie (capitale de la Pologne).
La gmina couvre une superficie de 64,31 km2 pour une population de 4 082 habitants en 2006.

## Histoire
De 1975 à 1998, la gmina est attachée administrativement à la voïvodie de Siedlce. Depuis 1999, elle fait partie de la voïvodie de Mazovie.

## Géographie
La gmina inclut les villages et localités suivantes :
- Choiny
- Górki-Kolonia
- Kozłów
- Łukowiec
- Parysów
- Poschła
- Słup
- Starowola
- Stodzew
- Wola Starogrodzka
- Żabieniec

### Gminy voisines
La gmina de Parysów est bordée des gminy suivantes :
- Borowie
- Garwolin
- Latowicz
- Pilawa
- Siennica

## Structure du terrain
D'après les données de 2002, la superficie de la commune de Parysów est de 64,31 km2, répartis comme tel :
- terres agricoles : 78%
- forêts : 15%

La commune représente 5,01% de la superficie du powiat. 

## Démographie
Données du 17 mai 2007 :
| description        | Total  | Total | Femmes | Femmes | Hommes | Hommes |
| ------------------ | ------ | ----- | ------ | ------ | ------ | ------ |
| Unité              | Nombre | %     | Nombre | %      | Nombre | %      |
| population         | 4 143  | 100   | 2 067  | 50,1   | 2 076  | 49,9   |
| Densité (hab./km²) | 63,9   | 63,9  | 32     | 32     | 31,9   | 31,9   |

### Source
- Chiffres de population officiels polonais 2006